# Kate Foo Kune
Kate Jessica Kim Lee Foo Kune (Moka, 29 marzo 1993) è una giocatrice di badminton mauriziana di origini cinesi.

## Biografia
Kate Foo Kune è nata a Moka il 29 marzo 1993 da genitori di origine cinese, precisamente di etnia hakka. Ha iniziato a praticare il badminton all'età di sei anni. E' sorella minore di Karen Foo Kune, anche lei giocatrice di badminton.
Ha preso parte ai Giochi olimpici giovanili di Singapore 2010, classificandosi venticinquesima nel singolo.
Ha partecipato ai Giochi olimpici di Rio de Janeiro 2016 dove è stata portabandiera del proprio Paese durante la cerimonia d’apertura. Ha concluso il toreno del sincolo al quattordicesimo posto.